# Музей-усадьба Ф. И. Шаляпина
Музе́й-усадьба Фёдора Шаля́пина — мемориальный музей в Москве, посвящённый жизни и деятельности артиста Фёдора Шаляпина. Основан в 1988 году как филиал Российского национального музея музыки. Инициатором открытия стало министерство культуры СССР, предложившее организовать мемориальный дом в особняке XVIII века, где певец прожил с 1910 по 1922 год.Интервью с сыном Ф.И.Шаляпина Коллекция музея была составлена из даров родственников и друзей Шаляпина и включает фотографии, архивные документы, антикварную мебель и сценические костюмы.

## История

### Здание

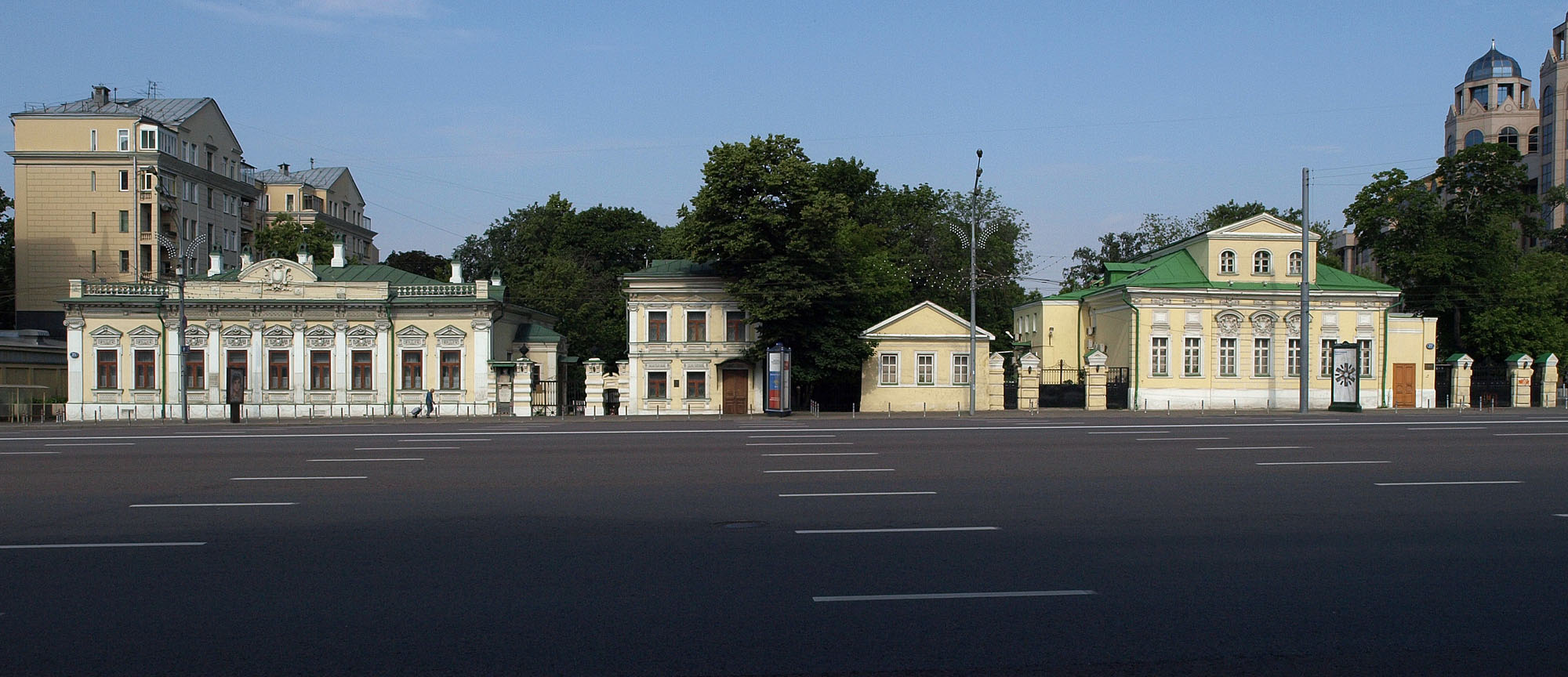
Вид на здание со стороны Новинского бульвара, 2009 год

Памятник Фёдору Шаляпину, 2009 год

Музей располагается в одной из немногих сохранившихся после пожара 1812 года московских городских усадеб XVIII века. Дом был построен в 1790-х годах купчихой К. Баженовой и впоследствии продан губернскому прокурору и литератору Степану Жихарёву — другу Александра Пушкина.
Фёдор Шаляпин приобрёл деревянный особняк со штукатурным декором в 1910 году. Дом был одноэтажным со стороны фасада, в то время как во дворе располагались двухэтажные внутренние флигели. После приобретения в доме был произведён полномасштабный ремонт, проводившийся под руководством первой жены Шаляпина Иолы Торнаги. Здание было перестроено в европейском стиле: зелёную крышу украсили резными дымниками и лепниной, а на столбах чугунных ворот установили декоративные вазы. В доме были проведены газ, водопровод, установлен телефон, бывший на то время дорогостоящей и редкой вещью, также появились ванные комнаты. В гостях у семьи часто бывали писатели и артисты: Максим Горький, Леонид Андреев, Мария Ермолова, Александр Куприн, Валентин Серов и Сергей Рахманинов, Иван Бунин и Константин Станиславский.
Во время Первой мировой войны в здании был организован финансируемый Шаляпиным лазарет для солдат. В 1918 году здание национализировали, и в результате политики уплотнения в нём возникли коммунальные квартиры. По этой причине Шаляпину вместе с семьёй пришлось переехать в небольшие комнаты на втором этаже, прозванные «голубятней». Тогда же появились первые сообщения о разграблении советскими отрядами имущества Шаляпина. В 1920-м артист был вынужден обратиться к наркому просвещения Анатолию Луначарскому за ордером на охрану помещения:
Анатолий Васильевич, помогите! Я получил извещение из Москвы, что какие-то солдаты без надлежащего мандата грабят мою московскую квартиру. Они увезли сундук с подарками — серебряными ковшами и проч. Ищут будто бы больничное белье, так как у меня во время войны был госпиталь. Но белье я уже давно роздал, а вот мое серебро пропало, как пропали 200 бутылок хорошего вина.Из воспоминаний Фёдора Шаляпина
В 1978 году коммунальные квартиры расформировали и находящийся в аварийном состоянии особняк передали Музею музыкальной культуры имени Михаила Глинки. В ходе перестройки центра Москвы к Олимпиаде-1980 власти думали снести дом. Однако благодаря инициативе группы артистов здание удалось сохранить. С 1981 года в здании проводилась крупномасштабная реставрация, благодаря чему удалось полностью восстановить исторические интерьеры. В начале XXI века один из флигелей был разрушен, а в сохранившемся открылась галерея мемориальной усадьбы, где проводятся выставки и публичные мероприятия. В 2003 году рядом с музеем власти города установили памятник Шаляпину, выполненный скульптором Вадимом Церковниковым.

### Открытие музея
Открытие музея состоялось 24 сентября 1988 года по инициативе первой жены артиста Иолы Торнаги. Вход в музей осуществляется через сад, в котором при жизни Шаляпина были построены небольшие беседки рядом с высаженными кустами липы, сирени и жасмина.

## Экспозиция
Экспозиция музея состоит из коллекции личных вещей артиста, сценических костюмов, антикварной мебели, а также художественных работ Валентина Серова, Константина Коровина, Василия Поленова, Михаила Нестерова и Михаила Врубеля и Бориса Шаляпина — сына артиста. Интерьерные комнаты были воссозданы по воспоминаниям и заметкам дочери Ирины, жены Иолы и рассказам современников.
Постоянная экспозиция состоит из воссозданной анфилады комнат на первом и втором этажах особняка. Прихожая ведёт в комнату Иолы Шаляпиной, где висят её портрет работы Бориса Шаляпина, семейные фотографии, свадебные ленты и пейзаж горы Аю-Даг. По соседству расположена комната Шаляпина, которая примыкала к передней и залу, соединённому с антресолями.
В столовой Шаляпин праздновал вместе со своими друзьями успешные бенефисы — за столом могло уместиться более тридцати человек. В экспозиции представлен оригинальный стол, а также художественные работы Константина Коровина. В буфете хранятся сервизы ручной росписью и символами императорской семьи.
В Зелёной гостиной висит картина ирландской художницы О’Коннел «Портрет цыганки», которую, согласно легенде, Шаляпин приобрёл в Брюсселе. Тут же представлены старинный граммофон, набор пластинок с записями оперных певцов, а также подлинное кресло артиста из его квартиры в Париже, где он провёл последние годы своей жизни. В этой комнате небольшая труппа студии имени Шаляпина, в состав которой входили Рубен Симонов, Осип Абдулов, Ольга Андровская, а также дети артиста — Лидия и Ирина, устраивала свои спектакли.
Кабинет Шаляпина использовался артистом для чтения книг, расположенных на книжных стеллажах. Семейная библиотека певца включала книги Александра Пушкина, Ивана Тургенева, Мигеля де Сервантеса и Уильяма Шекспира. На письменном столе артиста стоит портрет Антона Чехова. Белый зал представляет собой концертное помещение, в котором проходят временные экспозиции, а также музыкальные вечера. В этом зале Шаляпин проводил репетиции, на которых часто присутствовали другие музыканты, в том числе Сергей Рахманинов, Арсений Коращенко, Фёдор Кёнеман и другие. Из зала можно было попасть на террасу, выходившую в палисадник.
В комнатах на втором этаже экспонируются награды и дары, полученные артистом на протяжении всей жизни. В их число входит Орден Почётного легиона Франции, Литовские и болгарские награды. На манекенах представлены сценические костюмы, в которых Шаляпин выступал по всей стране, а на стенах висят эскизы декораций художников Ивана Билибина и Коровина. Рядом экспонируются подлинные вещи артиста: шляпа, игральные карты, сигареты, а также рояль фирмы Бехштейн, за которым часто играл Рахманинов.
Последняя комната экспозиции — это бильярдная, в которой хранится стол фирмы «В. К. Шульц», подаренный Шаляпину женой Иолой, а также большой стол и телефон.
Обставлен был наш особняк просто, но добротно; его главным украшением служила библиотека отца, подобранная в основном А. М. Горьким. Роскошью в нашем доме был бильярд, купленный моей матерью для отца, который увлекался этой игрой.Дочь артиста Ирина Шаляпина